# Pik Rudovica
Der Pik Rudovica (Transliteration von russisch Рик Рудовица Pik Rudowiza) ist ein Berg im ostantarktischen Königin-Maud-Land. Er ragt im Gagaringebirge der Orvinfjella auf.
Russische Wissenschaftler benannten ihn. Der weitere Benennungshintergrund ist nicht überliefert.